# 山の上町
山の上町（やまのうえまち）は、石川県金沢市の町名。現行行政地名。旧加賀国河北郡小坂荘山上村、同郡小金村字山上、同郡小坂村字山上。住居表示実施区域の山の上町と未実施区域の山ノ上町五丁目がある。

## 地理
東山、子来町との中間に位置している。

## 歴史

### 旧町名の概要
山ノ上町一～四丁目（やまのうえまちいち～よんちょうめ）
- 地子町

山下町（やましたまち）
- 地子町

高道新町（たかみちしんまち）
- 地子町

### 沿革
- 江戸期 - 加賀国石川郡小坂荘山上村が存在。金浦組所属。加賀藩領。
- 1871年8月29日（明治4年7月14日） - 廃藩置県により金沢県の管轄となる。
- 1872年3月10日（明治5年2月2日） - 金沢県が改称して石川県となる。
- 1889年（明治22年）4月1日 - 町村制施行により、小金村発足。同村の字山上となる。
- 1907年（明治40年）8月10日 - 合併により、小坂村の大字となる。
- 1936年（昭和11年）4月1日 - 小坂村が金沢市に編入され、同市山ノ上町五丁目となる。（すでに山ノ上町一から四丁目が存在したため）
- 1966年（昭和41年）9月1日 - 住居表示実施により、山下町・高道新町の全部と山ノ上町一丁目・山ノ上町二丁目・山ノ上町三丁目・山ノ上町四丁目・高道町・山ノ上町五丁目・卯辰町の各一部から山の上町成立[4]。

## 世帯数と人口
2022年（令和4年）9月1日現在の世帯数と人口は以下の通りである。
| 町丁     | 世帯数  | 人口  |
| -------- | ------- | ----- |
| 山の上町 | 484世帯 | 901人 |

## 小・中学校の学区
市立小・中学校に通う場合、学区は以下の通りとなる。
| 番地 | 小学校               | 中学校             |
| ---- | -------------------- | ------------------ |
| 全域 | 金沢市立森山町小学校 | 金沢市立鳴和中学校 |

## 交通

### 鉄道
町内に鉄道駅はない。

### バス
- 北鉄バス（北陸鉄道・北鉄金沢バス）・西日本ジェイアールバス　山の上バス停

### 道路
- 国道359号

## 施設
- 小坂神社